# Luigi Lambruschini

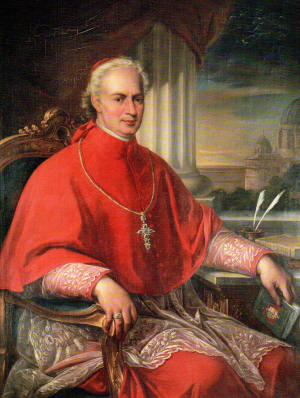
Luigi Kardinal Lambruschini

Luigi Emmanuele Nicolò Lambruschini CRSP (* 16. Mai 1776 in Sestri Levante, damals Republik Genua; † 12. Mai 1854 in Rom) war ein italienischer Kardinal und Staatssekretär Papst Gregors XVI.

## Leben

Lambruschinis Kardinalswappen (schematische Darstellung)

Lambruschini trat in den Barnabitenorden ein und empfing am 1. Januar 1799 für seinen Orden die Priesterweihe, wurde sodann Sekretär des Kardinals Ercole Consalvi, der ihn zum Wiener Kongress mitnahm und beim Abschluss mehrerer Konkordate einsetzte. Am 27. September 1819 wurde er von Papst Pius VII. zum Erzbischof von Genua ernannt. Die Bischofsweihe spendete ihm am 3. Oktober 1819 Kardinal Giulio Maria della Somaglia; Mitkonsekratoren waren Erzbischof Francesco Bertazzoli und Erzbischof Gianfranco Guerrieri, Bischof von Rimini. Am 14. Oktober 1826 wurde er zusätzlich Apostolischer Nuntius in Frankreich, wo er Karl X. zu einer reaktionären Politik, auch zum Erlass der Juliordonnanzen riet. Am 26. Juni 1830 legte er beide Ämter nieder und erhielt das Titularerzbistum Berytus.
Gregor XVI. erhob ihn am 30. September 1831 zum Kardinalpriester mit der Titelkirche San Callisto und ernannte ihn 1836 zum Staatssekretär des Auswärtigen und zum Minister des öffentlichen Unterrichts; später übernahm er das Sekretariat der päpstlichen Breven, wurde Bibliothekar im Vatikan, Großprior des Ordens von St. Johann von Jerusalem und Großkanzler des Ordens St. Gregorius. Mit Fanatismus vertrat er den starrsten Absolutismus und verfolgte jede Neuerung. Die freien Regungen in der Kirche bekämpfte er ebenfalls und verfasste die Staatsschriften im kölnischen Bischofstreit mit Preußen. Er war deshalb auch sehr verhasst, namentlich im Kirchenstaat, und seiner Herrschsucht wegen wählten ihn die Kardinäle auch nicht beim Konklave nach Gregors XVI. Tod 1846. Mit Pius’ IX. Thronbesteigung war daher seine politische Rolle ausgespielt. Der neue Papst ernannte ihn zum Mitglied der neuerrichteten Consulta di Stato, zum Sekretär der päpstlichen Breven und Oberbibliothekar im Vatikan. Er war Präfekt der Kongregationen für Ordensdisziplin 1833–1834, für das Katholische Bildungswesen 1834 und der Ritenkongregation von 1847 bis 1854. Im Jahr 1842 wurde Lambruschini Kardinalbischof von Sabina, 1847 von Porto und Santa Rufina sowie Civitavecchia, Subdekan des heiligen Kollegiums und Großkanzler aller Orden des heiligen Stuhls. Beim Ausbruch der Unruhen 1848 vom Volk bedroht, ging er auf kurze Zeit nach Civitavecchia. Nach der Ermordung Rossis 1848 flüchtete er nach Monte Cassino, später nach Neapel und zuletzt zu Pius IX. nach Gaeta. Im April 1850 kehrte er mit dem Papst nach Rom zurück, wo er als dessen Hauskardinal am 12. Mai 1854 starb.

## Werke (Auswahl)
- Opere spirituali. Rom 1836, 3 Bde.; 2. Aufl. Venedig 1838.
- Sull’ immacolato concepimento di Maria. Rom 1843.

## Ehrungen
Kardinal Lambruschini war Ehren- und Devotions-Großkreuz-Bailli des Souveränen Malteserordens und von 1839 bis 1856 Großprior des Großpriorates von Rom des Malteserordens.